# Wish You Were Here (film, 2012)
Pour les articles homonymes, voir Wish You Were Here.
Pour plus de détails, voir Fiche technique et Distribution.
Wish You Were Here est un film australien réalisé par Kieran Darcy-Smith (en), sorti en 2012.
Il est présenté en compétition au Festival du film de Sundance 2012.

## Synopsis
Quatre amis partent en vacances au Cambodge, mais seuls trois reviennent. Alors que Jeremy a mystérieusement disparu, les révélations sur leur dernière nuit en Asie du Sud-est font surface.

## Fiche technique
- Titre original : Wish You Were Here
- Réalisation : Kieran Darcy-Smith (en)
- Scénario : Kieran Darcy-Smith et Felicity Price
- Photographie : Jules O'Loughlin
- Montage : Jason Ballantine
- Musique : Rosie Chase
- Production : Angie Fielder et Kylie Du Fresne
- Sociétés de production : Aquarius Films
- Pays d’origine :  Australie
- Langue : Anglais
- Format : Couleur - 35mm - 2.35:1
- Genre : Drame
- Durée : 89 minutes
- Dates de sortie :
  -  États-Unis : 19 janvier 2012 (Festival du film de Sundance)
  -  Australie : 26 avril 2012

## Distribution
- Felicity Price : Alice Flannery
- Joel Edgerton : Dave Flannery
- Teresa Palmer : Steph McKinney
- Antony Starr : Jeremy King
- Nicholas Cassim : Jon Canane

## Distinctions

### Récompenses
- Australian Academy of Cinema and Television Arts Awards 2013 :
  - Meilleur acteur dans un second rôle pour Antony Starr
  - Meilleur scénario original pour Kieran Darcy-Smith (en) et Felicity Price
- Australian Film Critics Association Awards 2013 : meilleur acteur pour Joel Edgerton
- Film Critics Circle of Australia Awards 2013 :
  - Meilleur film
  - Meilleur acteur pour Joel Edgerton
  - Meilleur acteur dans un second rôle pour Antony Starr
  - Meilleur scénario pour Kieran Darcy-Smith et Felicity Price
  - Meilleur montage

### Nominations
- Festival du film de Sundance 2012 : World Cinema Dramatic Competition
- Australian Academy of Cinema and Television Arts Awards 2013 :
  - Meilleur film
  - Meilleur réalisateur pour Kieran Darcy-Smith (en)
  - Meilleur acteur pour Joel Edgerton
  - Meilleure actrice pour Felicity Price
  - Meilleure photographie pour Jules O'Loughlin
  - Meilleur montage pour Jason Ballantine
- Australian Directors Guild Awards 2013 : meilleure réalisation pour Kieran Darcy-Smith
- Australian Film Critics Association Awards 2013 :
  - Meilleur film
  - Meilleur réalisateur pour Kieran Darcy-Smith
  - Meilleure actrice pour Felicity Price
  - Meilleur acteur dans un second rôle pour Antony Starr
  - Meilleur scénario pour Kieran Darcy-Smith et Felicity Price
  - Meilleure photographie pour Jules O'Loughlin
  - Meilleur montage pour Jason Ballantine
- Australian Writers' Guild Awards 2013 : meilleur scénario original pour Kieran Darcy-Smith et Felicity Price
- Film Critics Circle of Australia Awards 2013 :
  - Meilleur réalisateur pour Kieran Darcy-Smith
  - Meilleure actrice pour Felicity Price
  - Meilleure actrice dans un second rôle pour Teresa Palmer
  - Meilleure photographie pour Jules O'Loughlin